# Cassandra Patten
Cassandra Patten (Reino Unido, 1 de enero de 1987) es una nadadora británica especializada en pruebas de natación en aguas abiertas, donde consiguió ser medallista de bronce olímpica en 2008 en los 10 kilómetros.

## Carrera deportiva
En los Juegos Olímpicos de Pekín 2008 ganó la medalla de bronce en los 10 kilómetros en aguas abiertas, con un tiempo de 1:59.31 segundos, tras la rusa Larisa Ilchenko y la también británica Keri-Anne Payne.